# Elezioni parlamentari nella Repubblica Dominicana del 2010
Le elezioni parlamentari nella Repubblica Dominicana del 2010 si tennero il 16 maggio per il rinnovo del Congresso (Camera dei deputati e Senato).

## Risultati
| Liste                                       | Voti      | %     | Seggi  | Seggi  |
| Liste                                       | Voti      | %     | Camera | Senato |
| ------------------------------------------- | --------- | ----- | ------ | ------ |
| Partito della Liberazione Dominicana        | 1.380.601 | 41,71 | 93     | 28     |
| Partito Rivoluzionario Dominicano           | 1.272.536 | 38,44 | 73     | -      |
| Partito Riformista Social Cristiano         | 203.729   | 6,15  | 11     | 4      |
| Movimento Democratico Alternativo           | 46.630    | 1,41  | 1      | -      |
| Alleanza per la Democrazia                  | 46.250    | 1,40  | 1      | -      |
| Blocco Istituzionale Socialdemocratico      | 43.665    | 1,32  | 1      | -      |
| Partito Quisqueyano Democratico Cristiano   | 37.283    | 1,13  | -      | -      |
| Movimento Indipendenza, Unità e Cambiamento | 31.584    | 0,95  | 1      | -      |
| Unione Democratica Cristiana                | 30.267    | 0,91  | -      | -      |
| Forza Nazionale Progressista                | 22.678    | 0,69  | 1      | -      |
| Partito Rivoluzionario Socialdemocratico    | 20.838    | 0,63  | -      | -      |
| Partito Umanista Dominicano                 | 18.836    | 0,57  | -      | -      |
| Partito dei Lavoratori Dominicani           | 17.673    | 0,53  | -      | -      |
| Altri <0,5%                                 | 137.812   | 4,16  | 1      | -      |
| Totale                                      | 3.310.382 |       | 183    | 32     |